# Entada

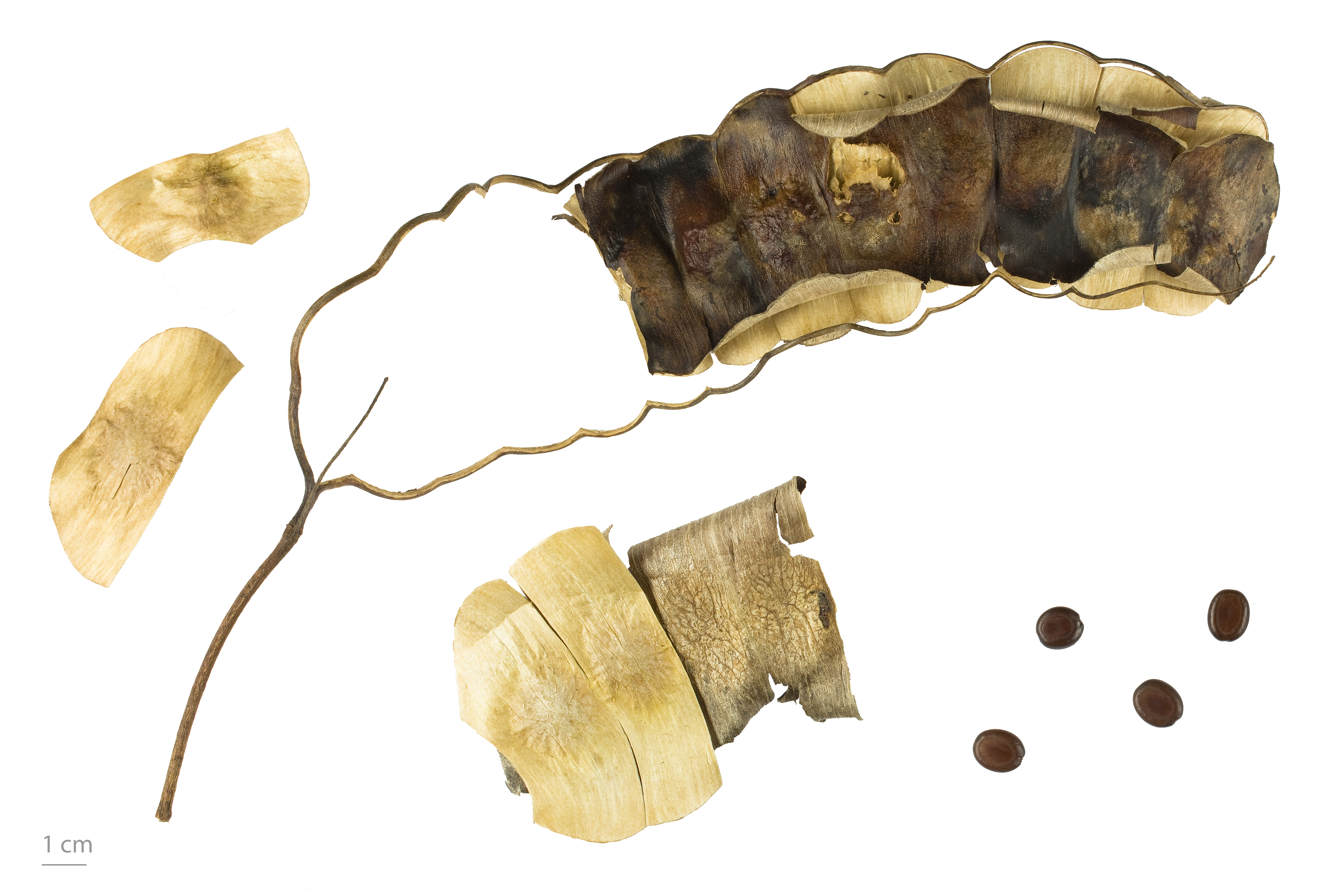
Entada abyssinica - MHNT

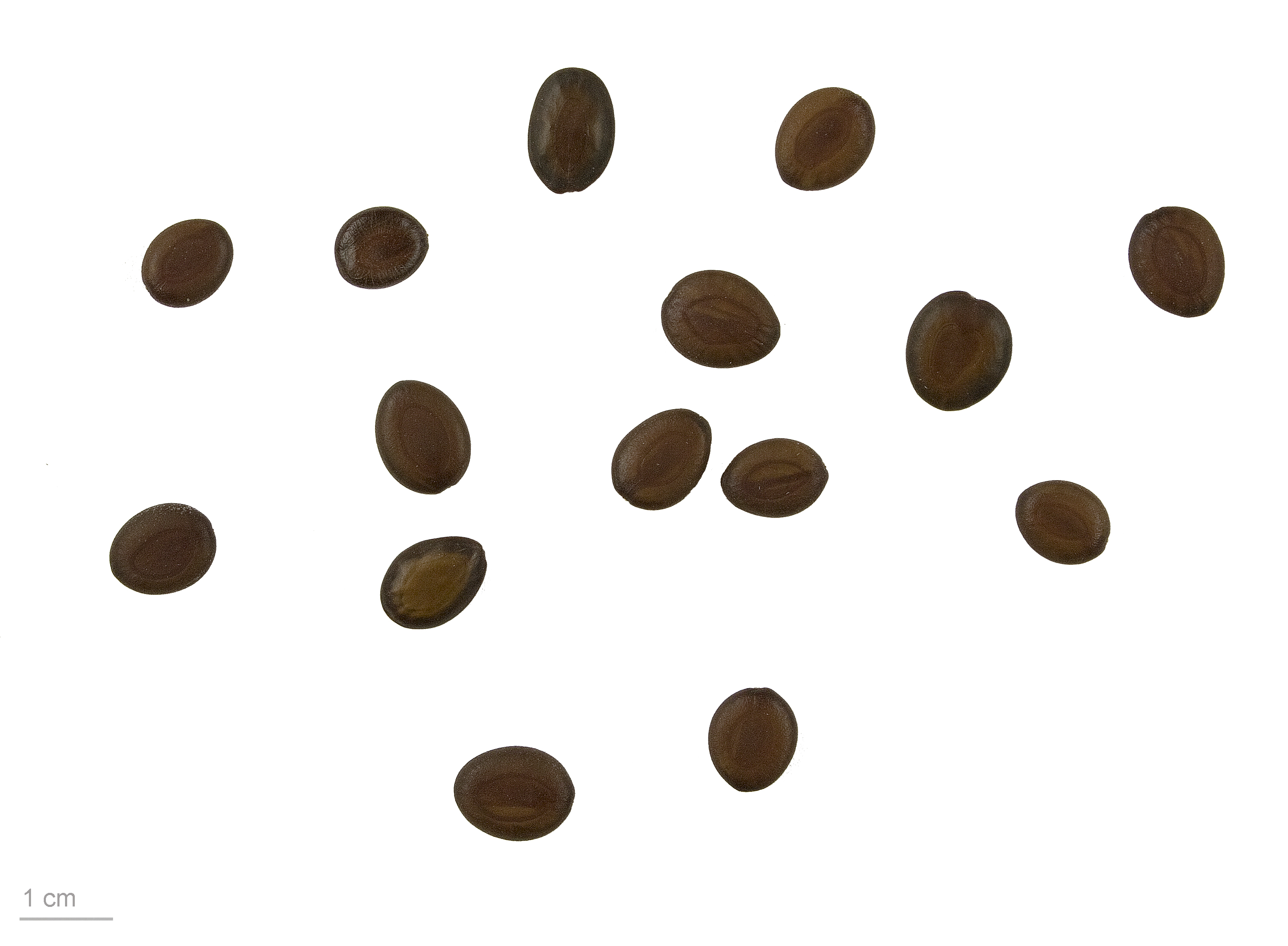
Entada africana
MHNT

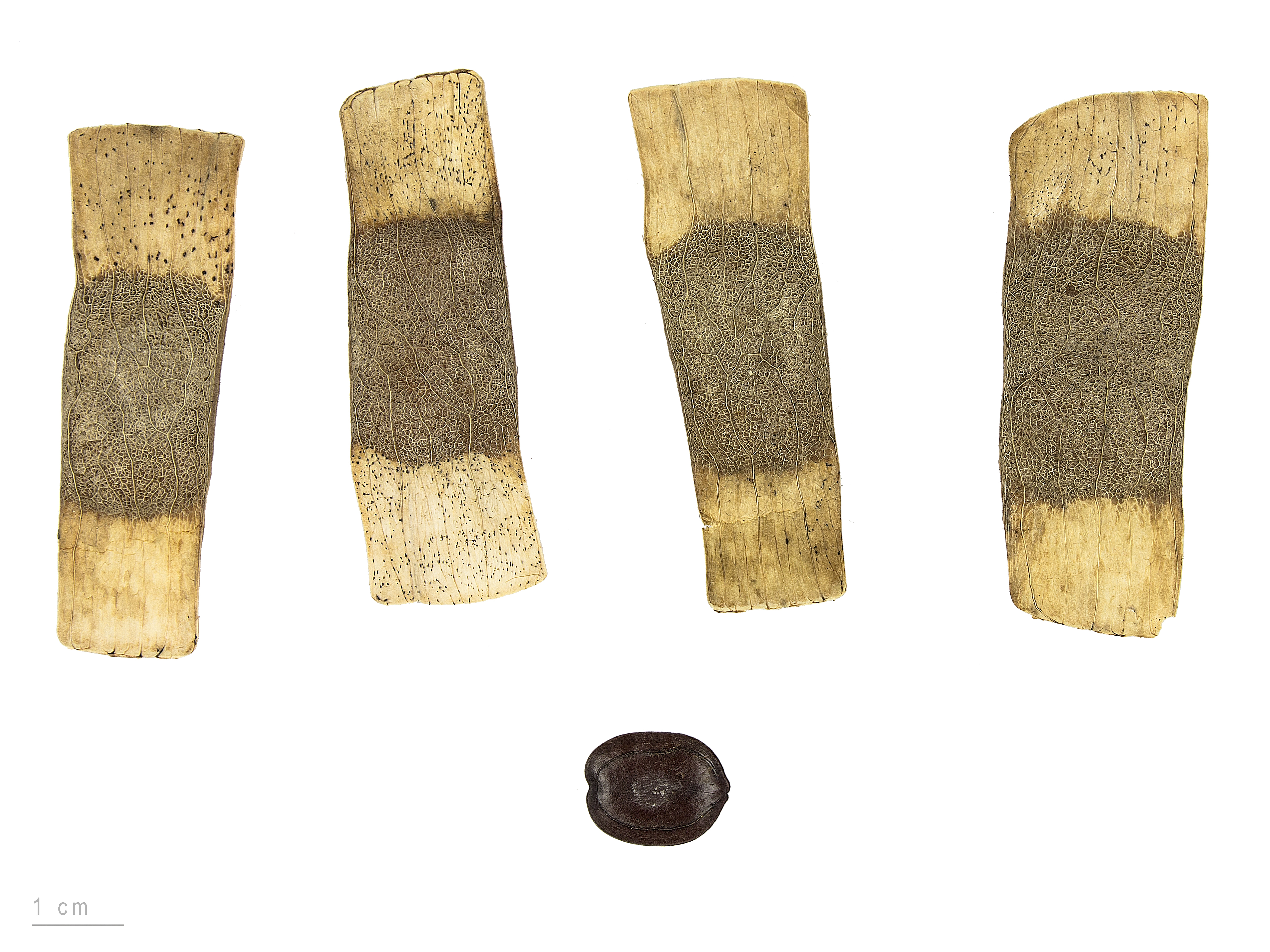
Entada polyphylla - MHNT

Entada é um género botânico pertencente à família Fabaceae, subfamília Mimosoideae. Consiste em cerca de 30 espécies de árvores, arbustos e lianas, das quais cerca de 21 espécies são nativas de África, seis da Ásia, duas do norte da Região Neoptropical e uma com distribuição pantropical.

## Espécies seleccionadas
- Entada abyssinica Steud. ex A.Rich.
- Entada africana Guill. & Perr.
- Entada chrysostachys (Benth.) Drake
- Entada gigas (L.) Fawc. & Rendle (Pantropical)
- Entada phaseoloides (L.) Merr. (Oceânia, Ásia)
- Entada polystachya (L.) DC.
- Entada rheedii Spreng.  (África, Ásia, Austrália)